# Piet Hein
Pour les articles homonymes, voir Piet Hein (homonymie).
 (février 2009).
Si vous disposez d'ouvrages ou d'articles de référence ou si vous connaissez des sites web de qualité traitant du thème abordé ici, merci de compléter l'article en donnant les références utiles à sa vérifiabilité et en les liant à la section « Notes et références ».
Piet Hein, ou Heyn (25 novembre 1577 – 18 juin 1629), officier de la marine des Provinces Unies, corsaire, et héros du folklore néerlandais.

## Biographie

### Enfance
Hein est né le 25 novembre 1577 à Delfshaven, dans ce qui étaient alors les Pays-Bas espagnols et qui devinrent quelques années plus tard les Provinces-Unies (aujourd'hui devenue un quartier de Rotterdam, aux Pays-Bas). Fils d'un capitaine, il devient marin pendant son adolescence. Vers 20 ans, il est capturé par les Espagnols et leur servira de galérien pendant au moins 4 ans, avant d'être échangé contre des prisonniers espagnols.

### Carrière dans la marine
En 1607, il rejoint la Compagnie néerlandaise des Indes orientales et part pour l'Asie, d'où il reviendra avec le grade de capitaine 5 ans plus tard. Il s'installe alors à Rotterdam et devient membre du gouvernement local.
En 1623, il devient vice-amiral. L'année suivante, il part pour les Antilles pour le compte de la Compagnie néerlandaise des Indes occidentales. Au Brésil, il capture la colonie portugaise de Salvador de Bahia. Il capturera en 1627 de nombreux navires portugais transportant du sucre. Cette « piraterie légale » est en fait ce qui rendit Hein célèbre.
En 1628, Hein part à l'attaque de la flotte espagnole transportant les trésors du Nouveau Monde, en l'occurrence l'argent des colonies minières. Une partie de la flotte a été prévenue de l'attaque et s'abrite dans les colonies espagnoles avoisinantes, mais l'autre partie continue son chemin. Quinze navires sont piégés auprès de ou dans la baie de Matanzas (es), sur la côte cubaine. Hein met ainsi la main sur un butin (or, argent et diverses richesses) valant plus de 11 millions de florins. C'est la plus grande victoire néerlandaise dans les Caraïbes : lorsque Hein retourne à Rotterdam en 1629, il y est accueilli en héros et son trésor servira à financer l'armée néerlandaise pendant 8 mois.

### Décès
Il devient lieutenant amiral et disparaît la même année, au cours d'un des nombreux combats contre les corsaires dunkerquois. Il est inhumé à Oude Kerk, à Delft.

## Postérité

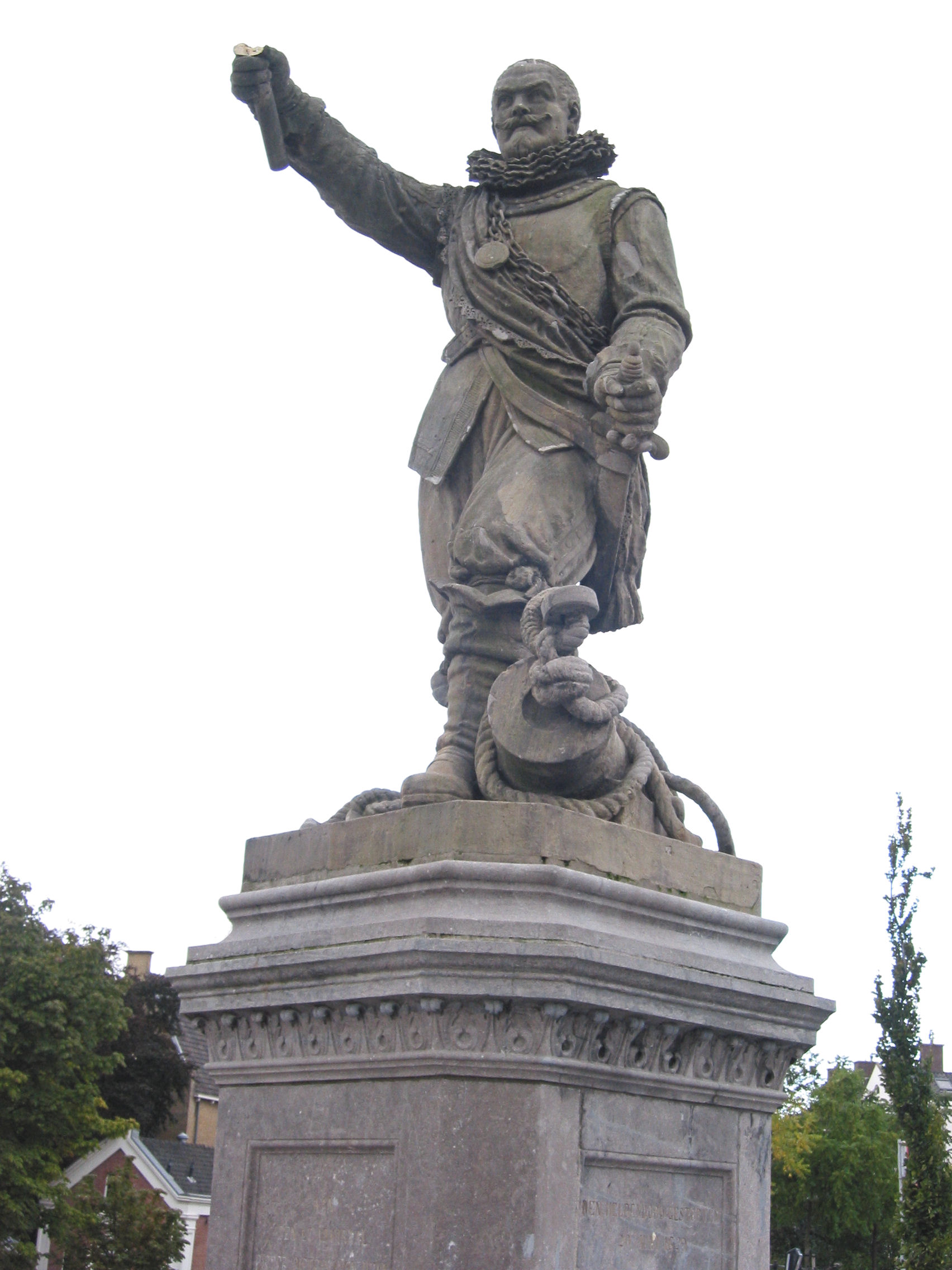
Statue de Piet Hein à Delfshaven.

En son honneur, un tunnel porte son nom à Amsterdam, ainsi qu'une ancienne frégate.

## Descendance
Piet Hein (physicien), physicien et poète du XXe siècle, est l'un de ses descendants directs.